# Pietro Leone
Pietro Leone (Massazza, 13 gennaio 1888 – Torino, 3 febbraio 1958) è stato un allenatore di calcio e calciatore italiano, di ruolo centrocampista.

## Carriera

### Club
Vinse cinque scudetti con la maglia della Pro Vercelli tra il 1908 e il 1913. Costituì la storica linea mediana del club piemontese insieme a Giuseppe Milano e Guido Ara.

### Nazionale
Debuttò nella Nazionale italiana il 6 gennaio 1911 nell'amichevole disputata all'Arena Civica di Milano contro l'Ungheria (0-1), la terza partita in assoluto disputata dalla selezione italiana e la prima in cui venne utilizzata la maglia azzurra. Partecipò alle Olimpiadi 1912 di Stoccolma, giocando tutte e tre le partite disputate dalla Nazionale. Nell'amichevole contro il Belgio, giocata a Torino il 1º maggio 1913, era uno dei 9 giocatori della Pro Vercelli che difesero i colori azzurri.
In maglia azzurra collezionò complessivamente 9 presenze.

### Allenatore
Venne ingaggiato come allenatore della Salernitana nella stagione 1931-1932, ma fu esonerato il 3 febbraio 1932 da imbattuto e da capolista, il motivo dell'esonero fu che l'allora presidente Enrico Chiari non andava molto d'accordo con il tecnico per via di alcuni suoi atteggiamenti.

## Statistiche

### Cronologia presenze e reti in nazionale
| Cronologia completa delle presenze e delle reti in nazionale ― Italia | Cronologia completa delle presenze e delle reti in nazionale ― Italia | Cronologia completa delle presenze e delle reti in nazionale ― Italia | Cronologia completa delle presenze e delle reti in nazionale ― Italia | Cronologia completa delle presenze e delle reti in nazionale ― Italia | Cronologia completa delle presenze e delle reti in nazionale ― Italia | Cronologia completa delle presenze e delle reti in nazionale ― Italia | Cronologia completa delle presenze e delle reti in nazionale ― Italia |
| Data                                                                  | Città                                                                 | In casa                                                               | Risultato                                                             | Ospiti                                                                | Competizione                                                          | Reti                                                                  | Note                                                                  |
| --------------------------------------------------------------------- | --------------------------------------------------------------------- | --------------------------------------------------------------------- | --------------------------------------------------------------------- | --------------------------------------------------------------------- | --------------------------------------------------------------------- | --------------------------------------------------------------------- | --------------------------------------------------------------------- |
| 6-1-1911                                                              | Milano                                                                | Italia                                                                | 0 – 1                                                                 | Ungheria                                                              | Amichevole                                                            | -                                                                     |                                                                       |
| 17-3-1912                                                             | Torino                                                                | Italia                                                                | 3 – 4                                                                 | Francia                                                               | Amichevole                                                            | -                                                                     |                                                                       |
| 29-6-1912                                                             | Stoccolma                                                             | Finlandia                                                             | 3 – 2 dts                                                             | Italia                                                                | Olimpiadi 1912                                                        | -                                                                     |                                                                       |
| 1-7-1912                                                              | Stoccolma                                                             | Svezia                                                                | 0 – 1                                                                 | Italia                                                                | Olimpiadi 1912                                                        | -                                                                     |                                                                       |
| 3-7-1912                                                              | Stoccolma                                                             | Austria                                                               | 5 – 1                                                                 | Italia                                                                | Olimpiadi 1912                                                        | -                                                                     |                                                                       |
| 22-12-1912                                                            | Genova                                                                | Italia                                                                | 1 – 3                                                                 | Austria                                                               | Amichevole                                                            | -                                                                     |                                                                       |
| 12-1-1913                                                             | Saint-Ouen                                                            | Francia                                                               | 1 – 0                                                                 | Italia                                                                | Amichevole                                                            | -                                                                     |                                                                       |
| 1-5-1913                                                              | Torino                                                                | Italia                                                                | 1 – 0                                                                 | Belgio                                                                | Amichevole                                                            | -                                                                     |                                                                       |
| 11-1-1914                                                             | Milano                                                                | Italia                                                                | 0 – 0                                                                 | Austria                                                               | Amichevole                                                            | -                                                                     |                                                                       |
| Totale                                                                |                                                                       | Presenze                                                              | 9                                                                     |                                                                       | Reti                                                                  | 0                                                                     |                                                                       |

## Palmarès

### Club

#### Competizioni nazionali
- Campionato italiano: 5

Pro Vercelli: 1908, 1909, 1910-1911, 1911-1912, 1912-1913
- Seconda Categoria: 1

Pro Vercelli: 1907